# Badia delle Sante Flora e Lucilla

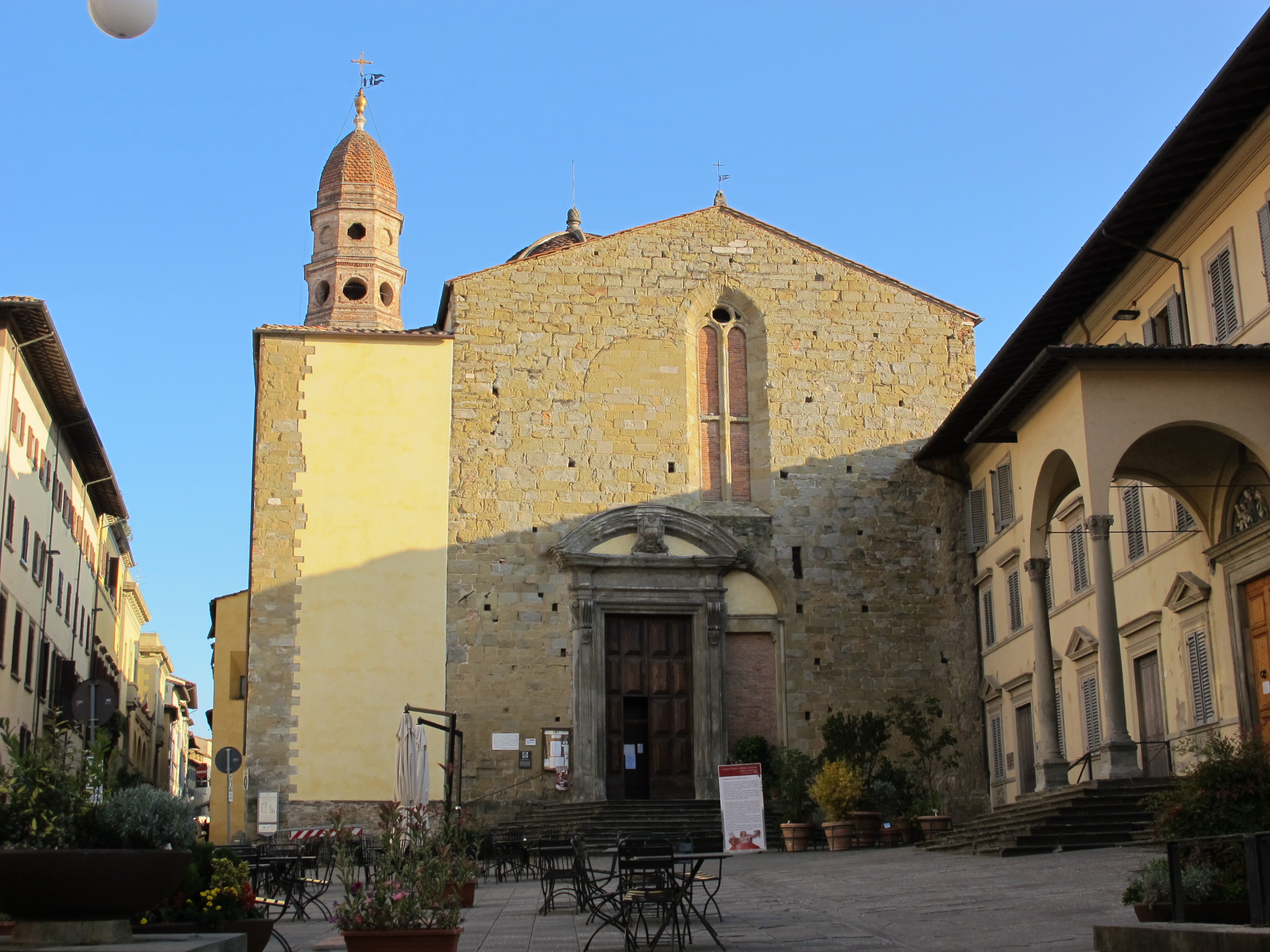
Die Fassade zur Piazza della Badia

Die Badia delle Sante Flora e Lucilla, häufig auch vereinfacht Chiesa di Badia, ist eine Kirche in der toskanischen Stadt Arezzo. Sie war Klosterkirche und wurde im 16. Jahrhundert grundlegend umgebaut. Bekannt ist sie für die dabei entstandene Architektur im Inneren sowie für weitere Kunstwerke.

## Lage
Die Kirche liegt in der Innenstadt am westlichen Rand der Altstadt von Arezzo an der nach ihr benannten Piazza della Badia, etwa 150 Meter nordwestlich der Kirche San Francesco.
Den ersten Namensbestandteil hat sie von ihrer Funktion als ehemalige Abteikirche (Abtei: ital.: „Badia“), danach von ihren Patroninnen, den Hl. Flora und Lucilla.

## Baugeschichte
Seit dem 13. Jahrhundert bestand in Arezzo ein Benediktinerkloster. Die Mönche waren allerdings nicht freiwillig in die Stadt gekommen; die Stadt Arezzo zwang in dieser Zeit sowohl weltliche als auch geistliche Herren in ihrem Umland, sich innerhalb der Stadt niederzulassen. Diese errichteten im 14. Jahrhundert eine Kirche als Klosterkirche in ursprünglich gotischem Stil. Ab 1556 begann Giorgio Vasari mit einem durchgreifenden Umbau der Kirche im Stil der Spätrenaissance. Der Campanile wurde erst 1650 fertiggestellt.

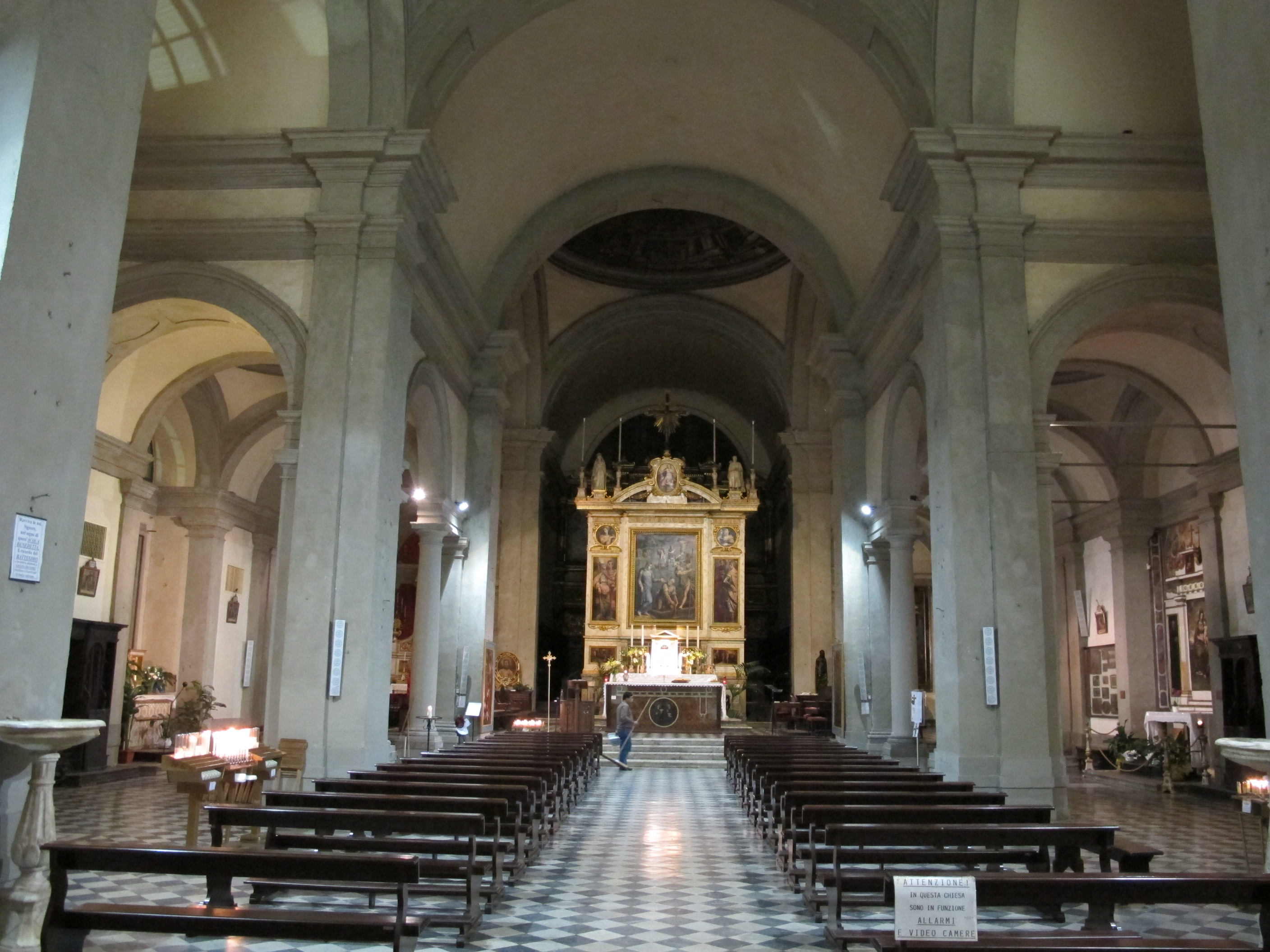
Blick durch das Mittelschiff zum Chor

## Fassade
Die Fassade zur Piazza hin ist noch gekennzeichnet von den Bauphasen. Das Portal stammt aus der Zeit Vasaris; es ist als Ädikulaportal mit einem Segmentbogen als oberem Abschluss gestaltet. Von der ursprünglichen Fassade stammt das gotische Spitzbogenfenster oberhalb und der Rest des ursprünglichen Portals neben dem heutigen. Die Fassade ist nur in der linken Achse verputzt, diese Erweiterung ist ebenfalls unter Vasari entstanden. Die Fassade des rechten Seitenschiffs wird von angrenzender Bebauung verdeckt.

## Inneres
Nach den Umbauten Vasaris hat die Kirche heute eine basilikale Grundstruktur; sie verfügt dementsprechend über drei Kirchenschiffe mit erhöhtem Mittelschiff. Vasari konstruierte allerdings an sich zwei Zentralräume, die er nebeneinander stellte. Ergebnis ist, dass das Mittelschiff zweimal überkuppelt ist bzw. werden sollte. Von den beabsichtigten beiden Kuppeln wurde allerdings nur die westliche Vierung wirklich überkuppelt. Über der östlichen Vierung malte Andrea Pozzo 1703 eine Scheinkuppel auf einer über dem – real ausgeführten – Kuppeltambour übergespannten Leinwand.
Eine weitere Besonderheit ist die Abfolge der Pfeiler und Säulen. Zwischen die die Vierungen tragenden Pfeiler stellte Vasari jeweils zwei Säulen mit einem darübergestellten Arkadenbogen. Er folgte damit seinem Konzept des sog. Syrischen Bogens, das er zuvor auch beim Bau der Uffizien in Florenz umsetzte. Vasari wählte durchgängig die Toskanische Ordnung für die Gestaltung des Raumes. Das Mittelschiff läuft in einem quadratischen Chor aus. Die Seitenkapellen werden von kleinen Kuppeln gedeckt. Die Übergänge zwischen den Vierungen im Mittelschiff und zwischen den Kapellen wie auch der Chor werden von Tonnengewölben überspannt.

## Kunstwerke

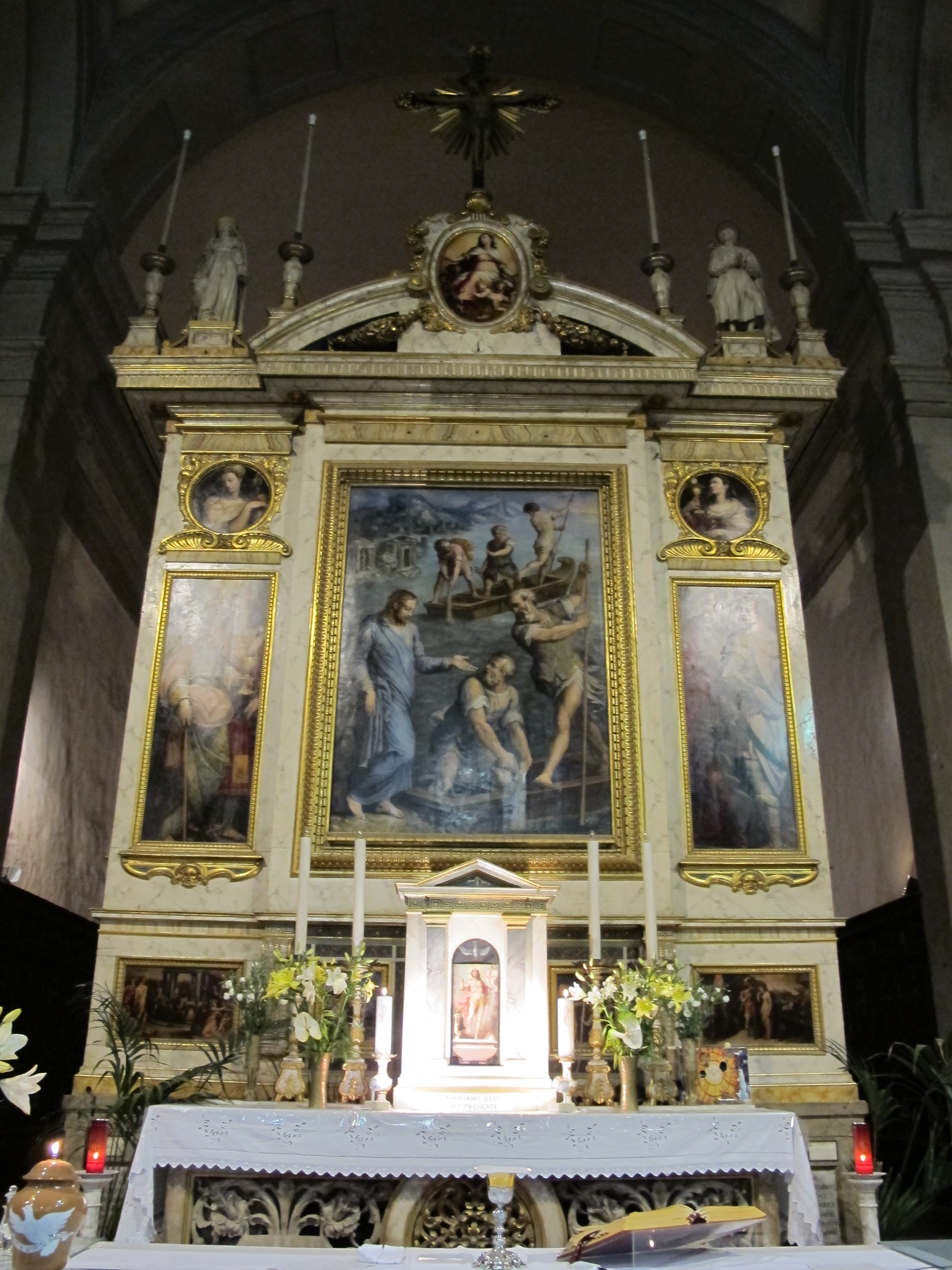
Hochaltar von Giorgio Vasari, 1559 bis 1562

Neben der Scheinkuppel verfügt die Kirche noch über einige weitere Kunstwerke.
Der 12 Meter hohe Hochaltar ist ebenfalls eine Arbeit Vasaris. Das manieristische Werk stammt aus den Jahren 1559 bis 1562, Vasari schuf es allerdings nicht für diese Kirche. Der Altar sollte ursprünglich seine Grabstätte sowie die seiner Familie im Chor der Kirche Pieve Santa Maria, ebenfalls in Arezzo gelegen, schmücken. Er wurde 1864 von dort in die hiesige Kirche verbracht. Dabei wurde der Altar beschädigt; es fehlt der ursprüngliche Baldachinaufbau. Der mittlere Teil ist eine Darstellung Berufung der Apostel Andreas und Petrus am See Tiberias. Das Gemälde schuf Vasari bereits 1551 für den Vatikan; die Kurie bezahlte allerdings nicht für das Bild, woraufhin Vasari es zurücknahm. Der linke Teil enthält Darstellungen der Heiligen Paulus und Georg sowie rechterhand die Heiligen Donatus und Stephanus. Die Auswahl der abgebildeten Heiligen ist nicht zufällig, es handelt sich um Darstellungen von Namenspatronen der Familie Vasari. Der Altar ist begehbar. Auf den Stufen seitlich und rückseitig befinden sich weitere Gemälde.
Im rechten Arm der östlichen Vierung hängt ein vermutlich 1369 gemaltes Kruzifix von Segna di Bonaventura.
Der an die Kirche anschließende Kreuzgang wurde nach Entwurf von Giuliano da Maiano ab 1470 erbaut. Da Maiano war ein Schüler Filippo Brunelleschis; der Kreuzgang entstand im Stil der florentinischen Frührenaissance.